# Križaljka kviz
Križaljka kviz: hrvatski enigmatski magazin je bila hrvatska zagonetačka revija iz Zagreba. Prvi broj izašao je 1993. godine. Izlazio je tjedno do 2002. godine. Izdavači su bili Borgis i Strijela '92. ISSN je 1330-2582. Nadomjestio je list Vjesnikov Kviz. Glavni urednici bili su: Robert Pauletić i Ivica Veneti. Sadržavao je priloge Superkviz (dvomjesečno, ISSN 1330-9323, ur. Dragan Jurković) i Skandimax (dvomjesečno, ISSN 1332-2060, ur. Dragan Jurković).